# 沙特吕 (阿列省)
沙特吕（法語：Châtelus，法語發音：[ʃatly]）是法国阿列省的一个市镇，属于维希区。

## 地理
沙特吕（46°11'35"N, 3°44'2"E）面积6.64 平方千米，位于法国奥弗涅-罗讷-阿尔卑斯大区阿列省，该省份为法国中部省份，北起涅夫勒省、西北接谢尔省，西南至克勒兹省，南至多姆山省，东南临卢瓦尔省，东临索恩-卢瓦尔省。
与沙特吕接壤的市镇（或旧市镇、城区）包括：阿尔弗耶、勒布勒伊、德鲁瓦蒂里耶、圣皮埃尔拉瓦勒。

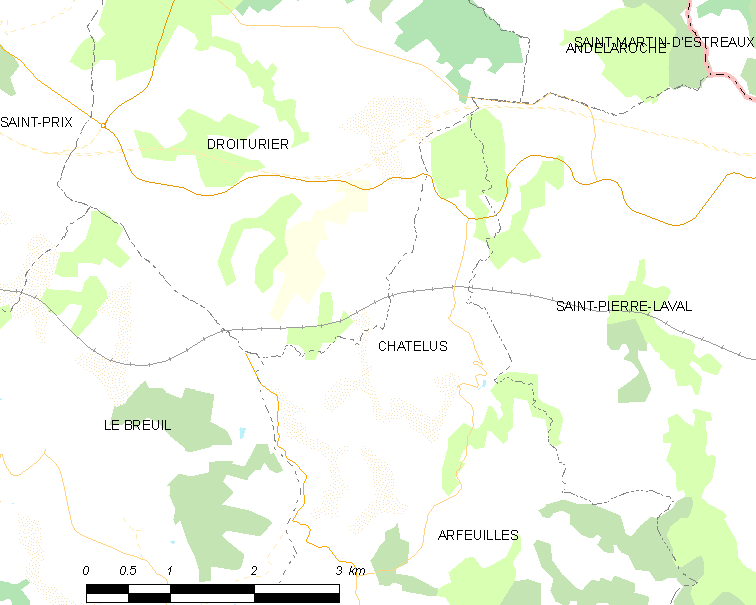
的OSM定位图

沙特吕的时区为UTC+01:00、UTC+02:00（夏令时）。

## 行政
沙特吕的邮政编码为03120，INSEE市镇编码为03068。

## 政治
沙特吕所属的省级选区为拉帕利斯县。

## 人口

1962-2008年间人口变化图示

沙特吕于2022年1月1日时的人口数量为114人。